# Cool Papa Bell
Pour les articles homonymes, voir Bell.
James Thomas Bell, dit Cool Papa Bell, né le 17 mai 1903 à Starkville (Mississippi) et décédé le 7 mars 1991 à Saint-Louis (Missouri), est un joueur américain de baseball évoluant en Negro Leagues de 1922 à 1950. Avec les St. Louis Stars, il remporte trois titres de la Negro National League (1928, 1930 et 1931), trois de la nouvelle NNL avec les Pittsburgh Crawfords (1933, 1935 et 1936) puis trois derniers en 1943, 1944 et 1945 sous les couleurs des Homestead Grays comme manager-joueur. Il met un terme définitif à sa carrière en 1950, repoussant une offre de Bill Veeck pour les Ligues majeures.
Excellent au champ extérieur, solide au bâton (0,337 en carrière), mais surtout très rapide, Cool Papa Bell est élu au Temple de la renommée du baseball en 1974. Il est le deuxième joueur des Negro Leagues n'étant jamais passé par les Ligues majeures à connaître cet honneur.

## Biographie
Après une enfance passée au Mississippi, Cool Papa Bell rejoint en 1920 ses quatre frères installés à Saint-Louis et joue pour l'équipe amateur de Compton Hills Club. Il passe en semi-pro en 1922 avec les East St. Louis Illinois.
Cool Papa Bell commence sa carrière de joueur professionnel en fin de saison 1922 chez les St. Louis Stars. Lors de sa première saison, il prend part à 22 matchs pour une moyenne au bâton de 0,417.
Bell hérite de son surnom dès son arrivée chez les Stars en raison de son attitude posée. Le manager Bill Gatewood ajouta "Papa".
Il joue dix saisons avec les Stars, jusqu'à la faillite du club et de la première version de la Negro National League en raison de la grande dépression.
Il rejoint un temps les Detroit Wolves puis les Kansas City Monarchs avant de se fixer chez les Pittsburgh Crawfords. L'équipe alignée par les Crawfords comprend alors Satchel Paige, Josh Gibson, Judy Johnson et Oscar Charleston.
Durant l'hiver 1937, Cool Papa Bell et quelques autres joueurs des Negro League sont recrutés pour défendre les couleurs de Santo Domingo, club monté par le dictateur dominicain Rafael Trujillo. Après quelques matchs tendus sous la menace de mitraillettes, Cool Papa Bell et ses coéquipiers s'empressent de rejoindre au plus vite le continent. Bell ne rentre pas aux États-Unis, optant pour le championnat mexicain de 1938 à 1941.
Il achève sa carrière de joueur à Washington avec les Homestead Grays de 1943 à 1946. Bell se retire du jeu quelques mois avant l'entrée de Jackie Robinson en Ligue majeure. Il retrouve pourtant occasionnellement les terrains de 1947 à 1950 en tant que manager-joueur.
Sa vitesse sur base était étonnante et les anecdotes sur cette spécificité du jeu de Bell sont très nombreuses. Il était si rapide, que Jesse Owens, tout juste sacré champion olympique sur 100 et 200 m., refusa de courir contre lui. Satchel Paige aimait répéter à propos de Bell qu'« il était si rapide qu'il pouvait éteindre la lumière et être dans son lit avant que la pièce soit dans l'obscurité. ». Ken Burns nous rapporte dans son Histoire du baseball que Bell est parvenu à marquer un point en partant de la première base sur un amorti de Satchel Paige.